# Alberto Jesus
Pour les articles homonymes, voir Jésus (homonymie).
Alberto Jesus, de son nom complet Alberto Ferreira de Jesus, est un footballeur portugais né le 26 septembre 1919 à Olhão et mort à une date inconnue. Il évoluait au poste de défenseur.

## Biographie

### En club
Alberto Jesus découvre la première division portugaise avec le CF Belenenses lors de la saison 1937-1938,.
En 1941, il rejoint le GD Estoril-Praia, club qu'il représente pendant douze saisons,.
Alberto Jesus raccroche les crampons en 1953 après une dernière saison à Estoril-Praia,.
Il dispute un total de 213 matchs pour 21 buts marqués en première division portugaise,. 

### En équipe nationale
International portugais, il reçoit deux sélections en équipe du Portugal durant l'année 1948, toutes les deux en amical. Le 21 mars, il joue contre l'Espagne (défaite 0-2 à Madrid). Le 23 mai, il dispute un match contre la république d'Irlande (victoire 2-0 à Oeiras).